# Верхняя (станция)
Верхняя — узловая грузопассажирская станция Свердловской железной дороги в городе Верхней Туре Свердловской области России. Расположена на ветке Гороблагодатская — Серов (бывшая Богословская железная дорога).
Станция расположена на малозаселённой восточной окраине города. При станции есть небольшой одноэтажный вокзал с комплексом хозяйственных зданий, в числе которых водонапорная башня постройки начала XX века. К северу от станции отходят три линии: внутренняя поворачивает в центр города, к местному машиностроительному заводу, средняя уходит на северо-восток — в Верхотурье, Новую Лялю и далее в Серов, последняя идёт на восток, в Красноуральск.
На станции останавливаются поезда дальнего следования Пермь — Приобье и Екатеринбург — Приобье и пригородные электропоезда Нижний Тагил — Верхотурье, Нижний Тагил — Нижняя Тура и Нижний Тагил — Серов.

## История
Станция Верхняя в Верхней Туре начала строиться в 1904 году для нужд металлургических заводов и была открыта в 1906-м в составе Богословской железной дороги. В 1935 году Богословская дорога вошла в состав Пермской железной дороги; в настоящее время Свердловская железная дорога. Богословский участок был электрифицирован в 1940 году.

## Верхнетуринская узкоколейка
До строительства Богословской дороги здесь действовала узкоколейная железная дорога, которую использовали для вывоза леса. Первые участки узкоколейки были построены в начале 1910-х годов (на территории завода железная дорога была построена ещё в 1846 году). С 1915 года на строительстве новых участков работали пленные австрийцы. Общая протяжённость всех линий Верхнетуринской узкоколейной железной дороги в советские годы в пике её развития составляла около 100 километров. До конца XX века узкоколейку использовали для подвоза леса к ширококолейной, основной городской железнодорожной станции Верхней. На одном из участков Верхнетуринской узкоколейки до середины 1990-х годов ходил пассажирский поезд сообщением город Красноуральск — деревня Бородинка. В начале 2000-х годов в связи с нерентабельностью узкоколейная железная дорога была разобрана. От неё остался единственный участок между посёлками Чирок и Бородинка.